# Байано (футболист, 1987)
Вандерсон Соуза Карнейро (порт. Wanderson Souza Carneiro; род. 23 февраля 1987, Коррентина, Баия) — бразильский футболист, играющий на позиции защитника.

## Клубная карьера
Байано — воспитанник бразильского клуба «Вила-Нова» из Гоянии, за который он провёл ряд игр в бразильской Серии B в 2006 году. Затем он поиграл ещё за несколько бразильских команд, а в середине 2008 года стал футболистом португальского «Белененсиша».
24 августа 2008 года Байано дебютировал в португальской Примейре, выйдя в основном составе в гостевом матче с «Порту». По окончании сезона он перешёл в другой португальский клуб «Пасуш де Феррейра». 19 сентября 2010 года Байано забил свой первый гол в чемпионате Португалии, сократив отставание в счёте в домашней игре с «Брагой».
В середине 2011 года бразилец стал футболистом «Браги», за которую он отыграл следующие шесть лет. Он играл в финале Кубка Португалии 2016 года, по итогам которого «Брага» оказалась сильнее «Порту» в серии пенальти и стала обладателем трофея.
2 сентября 2017 года Байано на правах свободного агента подписал соглашение с испанским «Райо Вальекано», выступавшим тогда в Сегунде. Бразилец помог команде вернуться в Примеру по итогам сезона, а 28 июня 2018 года стал футболистом турецкого «Аланьяспора».

## Достижения

### В качестве игрока
Брага
- Обладатель Кубка Португалии: 2015/16
- Обладатель Кубка португальской лиги: 2012/13

«Райо Вальекано»
- Победитель Второго дивизиона Испании: 2017/18